# Ренсан, Пьер
Пьер Ренса́н (фр. Pierre Rainssant; 1640 год — 1689 год) — французский нумизмат и антиквар.
Медик по образованию, с 1665 года профессор медицины в Реймсе. Преимущественно известен, однако, как специалист по нумизматике и медалям, устроитель и хранитель нумизматической коллекции Людовика XIV в Версале. С 1683 г. член Королевской академии надписей.

## Творчество
Замечательнейшие его сочинения:
- «Dissertation sur douze médailles des jeux séculaires de l’empereur Domitien» (Версаль, 1684)
- «Explication des tableaux de la galerie de Versailles» (В., 1687).